# 기동전사 건담 SEED DESTINY
《기동전사 건담 SEED DESTINY》(일본어: 機動戦士ガンダムSEED DESTINY, 영어: Mobile Suit GUNDAM SEED DESTINY)는 선라이즈에서 제작한 일본의 TV 애니메이션이다. 《기동전사 건담 SEED》의 속편으로 2004년 10월 9일부터 2005년 10월 1일까지 마이니치 방송과 도쿄 방송을 통해 방영되었다. 그러나 전작과는 달리 대한민국에서는 미방영.

## 개요
전작 《기동전사 건담 SEED》의 마지막 싸움, 제２차 야킨두에 공방전으로부터 2년 후의 세계가 무대이다. 종전의 시리즈와는 달리 큰 공백 시기 없이, 등장인물이 거의 그대로 등장하였다. 텔레비전 시리즈로서 건담 시리즈 마지막 비 하이비전 작품에 해당한다.
전작 〈SEED〉에서 민간인 주인공, 지구군의 시점에서 이야기가 진행된 것과 달리 본작은 군인 소년 주인공, 자프트군의 시점으로 이야기가 진행된다. 전작에서는 그려지지 않았던 다양한 스토리가 본작을 통해 풀어진다.
2005년 12월부터 2006년 1월 말 심야 시간대에 걸쳐 특별편 《기동전사 건담 SEED DESTINY FINAL PLUS ~선택받은 미래~》가 CBC를 시작으로 일부 방송국에서 차례차례 방송되었다. 이 스토리는 셀판 DVD 마지막 권에 영상 특전으로 실려 있다.

## 줄거리
C.E(코즈믹 이러) 71년 6월 15일, 오브 연합 수장국의 오노고로 섬에서 지구연합의 권고를 거절한 오브 연합과 지구 연합 간의 전투가 벌어진다. 이때 피난선으로 가던 신 아스카는 단 한발의 포탄으로 가족을 모두 잃고 여동생 마유가 떨어뜨린 휴대 전화를 꽉 쥐며 자신의 무력함에 절망한다.
그 후, 지구 연합군과 자프트 군의 대전은 제２차 야킨두에 공방전, 유니우스 7 조약 체결을 거치며 막을 내리게 되었다. 하지만 내츄럴과 코디네이터 간의 불신이 불식된 것은 아니었다.
그리고 2년 뒤, C.E.73년 10월 2일. 플랜트 최고 평의회 의장 길버트 듀랜달과의 비공식 회담을 위해, 신형 군함 미네르바의 진수식 준비를 하고 있는 L4 아모리원을 방문한 카가리 유라 아스하와 알렉스 디노(아스란 자라). 하지만 회담 도중, 누군가가 자프트군이 개발한 신형 MS(모빌 슈트) 카오스, 가이아, 어비스를 탈취하여 아머리 1 일대는 아수라장이 된다. 이를 저지하기 위해 미네르바에서 신형 임펄스(impulse)가 출격. 그 파일럿은 플랜트로 건너가 자프트군에 입대한 신 아스카였다.
신형 기체를 강탈한 수수께끼의 부대를 쫓아, 미네르바는 카가리와 아스란을 태우고 출격한다. 하지만 그러한 가운데, 안정 궤도에 있어야 할 유니우스 7이 지구로 낙하하기 시작했다는 보고가 들어온다. 그것은 내츄럴에 대한 증오를 계속 불태워오던 자프트군 탈주병들의 소행이었다. 그리고 이 사건을 이용하려는 무리(로고스)도 움직이기 시작하며 세계는 다시 혼란과 전화에 싸이기 시작한다. 이후 의장 '길버트 듀란달'의 지시로 키라와 함께 오브에 있던 라크스 클라인이 암살 위기에 빠지지만, 키라 야마토는 다시금 모빌슈트인 프리덤에 탑승, 특수부대를 물리친다. 의장의 암살작전은 실패로 끝이나면서 다시금 삼척동맹(오브연합군, 아크엔젤, 이터널)이 움지이게 된 발판을 마련하고.  키라 야마토와 복대하게 된 아스란 자라와 충돌, 크레타 해안전에서 키라 야마토는 자신을 계속 말리며 오브로 돌아가라는 아스란 자라에게 격분하며 결국, 아스란의 기체인 세이버를 격추하게 된다.
이어서 베를린 전에서는 데스트로이에 탑승하고 있던 지구연합군의 엑스텐디드인 스텔라 루시에가 키라의 야마토에게 사망하게 되자, 이를 지켜보고 있던 신 아스카가 격노하게 되고 결국 프리덤은 격추된다. 엔젤다운작전을 지시한 길버트 듀란달 최고평의회 의장의 지시에 미네르바는 결국 아크엔젤을 격추하게 되나. 이는 아크엔젤의 함장 마류 라미아스의 판단에 보조 엔진(?)을 분리시키며 폭파로 위장하며 오브에 재입성하게 된다. 아스란 자라는 엔젤다운작전을 명령한 듀란달 의장에게 격분하게 되고. 이를 계기로 길버트 듀란달 의장은 아스란 자라를 없애기로 판단하며 보안부를 통하여 아스란 자라를 제거시킬 계획이었으나 플랜트의 라크스(미아 캠밸)에 의해 듀란달 의장의 의도를 알게 된 아스란 자라는 탈영을 감행. 미네르바의 CIC(Combat Information Center) 담당이였던 메이린 호크의 도움으로 결국 탈영에 성공하는 듯 했으나 추격대인 신 아스카와 레이 자 바렐의 데스티니와 레전드에 의해 격추되며 아스란이 타고 있던 자쿠는 폭발하게 된다. 사망한 줄로만 알았던 아스란 자라와 메이린 호크는 오브의 키사키 대령에게 구출되며 무사히 아크엔젤에 탑승하게 되며, 우주 콜로니 멘델에 위장하고 있던 이터널이 발진한다는 터미널의 연락을 받은 키라 야마토는 카가리 유라 아스하의 기체인 스트라이크 루즈와 부스터를 빌리게 되고 우주로 향한다. 이터널로 향한 키라 야마토는 자프트군과 전투를 벌이다 이터널에서 신형 기체인 ZGMF-X20A 스트라이크 프리덤에 탑승하고 2분만에 25기의 자쿠와 구프 부대를 전멸시키고 나스카급 전함 3대를 전투불능에 만들며 가히 경이적인 전투능력을 선보인다. 키라 야마토는 ZGMF-X19A 인피니티 저스티스에 탑승시키고 지구로 강하하게 되고 자프트군 지구 기지 지브롤터에서 블루 코스모스의 맹주인 로드 지브릴을 잡기 위해 쫓아온 미네르바의 데스티니와 교전중이던 전투에 난입하게 되고 신 아스카와 레이 자 바렐의 협공에 격추 될 위기에 놓이지만 아크엔젤에서 발진한 아스란에 의해 극적으로 격추 위기를 모면한다. 로드 지브릴을 놓친 미네르바와 자프트군은 철수하게 된다. 지구군 우주달기지인 다이달로스에 도착한 로드 지브릴은 파괴병기인 레퀴엠을 발사하여 플랜트의 아누아리우스와 디셈블을 공격하고, 하지만 최초 목표점은 플랜트의 수도인 아프릴리우스였다. 격렬한 전투를 벌이고 있던 이자크 쥴 부대의 의해 콜로니가 살짝 움직이게 되며 목표점이 흐트려진 것. 레퀴엠을 통한 로드 지브릴의 도발에 격분한 듀란달 의장은 메사이아에서 결국 거대파괴병기인 네오 제네시스를 발사하게 되고 다이달로스 기지를 파괴하게 된다. 이후 듀란달 의장은 자신의 데스티니 플랜의 도입을 선언하게 되지만 오브연합수장국은 곧바로 도입을 반대한다. 듀란달 의장은 자신의 데스티니 플랜의 도입을 반대한 또 다른 세력에 로드 지브릴이 사용했던 레퀴엠을 재사용하고 자신의 의견에 반대하는 삼척동맹(오브연합수장국, 아크엔젤, 이터널)을 대상으로 최종결전에 돌입한다. 아크엔젤의 활약에 자프트군 주력함대인 미네르바를 격파. 이어지는 삼척동맹의 활약에 메사이아 요새마저 무너지게 되고 길버트 듀란달 의장을 비롯한 미네르바 함장인 타리아 그라디스, 모빌슈트 레전드의 파일럿이자 라우 르 크루제의 클론인 레이 자 바렐이 메사이아 요새의 폭발과 함께 사망하게 되고 라크스 클라인의 요청에 자프트군, 지구군, 삼척동맹은 모두 종전하게 되며 플랜트 최고평의회는 전쟁의 종전에 힘 쓴 라크스 클라인을 본국으로 초빙하게 된다.
플랜트와 오브연합수장국은 전쟁 종전에 협의하며 최종적으로 전쟁은 모두 끝나며 건담 SEED때부터 이어져 온 플랜트와 지구군과의 전쟁은 막을 내리며 기동전사 건담SEED DESTINY 도 끝이 난다.

## 등장 기체(MS,건담)
- 건담

프리덤 건담
스트라이크 프리덤 건담
인피니트 저스티스 건담
세이버 건담
임펄스 건담
데스티니 건담
레전드 건담
스트라이크 루즈 건담
아카츠키(오오와시) 건담
아카츠키(시라누이) 건담
카오스 건담
어비스 건담
가이아 건담
디스트로이 건담
- 자쿠 워리어

블레이즈 자쿠 워리어
건너 자쿠 워리어
슬래쉬 자쿠 워리어
(기타 자크 전용기는 존재하나, 명확한 구분을 위해 전용기는 포함되어 있지 않습니다)
- 기타

에그저스
무라사메
구프 이그나이티드
게이츠R
진(JIN)
시구
대거L
원덤
M1 아스트레이 (플라이트 유닛 장착형)
돔 트루퍼
- (그외의 등장하는 겔츠계의 MA나 MS가 있으며 극소수의 기체나,외전, MSV는 제외)

## 주제가

### 오프닝 테마
- ignited（PHASE-01 - PHASE-13）오리콘 첫 등장 1위

작사:이노우에 아키오, 작곡·편곡: 아사쿠라 다이스케, 노래:T.M.Revolution
- PRIDE（PHASE-14 - PHASE-25）

작사·작곡·편곡·노래:HIGH and MIGHTY COLOR
- 우리들의 행방(僕たちの行方)

작사:Yuta Nakano+Sungo, 작곡·편곡: Yuta Nakano, 노래:타카하시 히토미, 아유카와 마미(리메이크)
- Wings of Words （PHASE-38 - PHASE-50）

작사:모리 유키노죠, 작곡:쿠즈야 요코,谷口尚久 편곡:谷口尚久, 노래:CHEMISTRY
- vestige（FINAL PLUS ~선택받은 미래~） 오리콘 첫 등장 1위

작사:이노우에 아키오, 작곡·편곡: 아사쿠라 다이스케, 노래:T.M.Revolution

### 엔딩 테마
- Reason （PHASE-01 - PHASE-13）

작사:shungo, 작곡:y@suo otani, 편곡: ats, 노래:타마키 나미
- Life Goes On(PHASE-14 - PHASE-25)

작사:아리사카 미카, 작곡:카지우라 유키, 편곡: 카지우라 유키, 노래:니시카와 스스무
- I Wanna Go To A Place... （PHASE-26 - PHASE-37）

작사·작곡:Rie fu, 편곡:SNORKEL, 노래:Rie fu
- 너는 날 닮았어(君は僕に似ている)

작사:石川智晶, 작곡·편곡: 카지우라 유키, 노래:See-Saw
- Result（스페셜 에디션 I 부서진 세계）

작사:shungo, 작곡:藤末樹, 편곡: 사이토 마야, 노래:타마키 나미
- tears（スペシャルエディションII それぞれの剣）

노래:lisa
- 원뢰~먼 곳에 있는 빛~(遠雷 〜遠くにある明かり〜)

노래:HIGH and MIGHTY COLOR

### 삽입곡
- vestige -ヴェスティージ-
- 焔の扉

작사·작곡·편곡:카지우라 유키, 노래:FictionJunction YUUKA
- Fields of hope

작사·작곡·편곡:카지우라 유키, 노래:라크스 클라인(타나카 리에)
- 深海の孤独

작사·작곡·편곡:카지우라 유키, 노래:쿠와시마 호코

## 스페셜 에디션(총집편)
전작 《기동전사 건담 SEED》와 마찬가지로 〈DESTINY〉도 총집편이 제작되었다. 전체 4부작으로 아스란 시점에서 제작되었다. 전 편 모두 새로 애프터 레코딩을 실시하였으며, 새로운 컷이 추가되었고, 작화 감독은 캐릭터 디자인을 담당한 히라이 히사시가 맡았다.
3개월 주기로 텔레비전 방영 및 DVD가 발매되었다.
- 스페셜 에디션 ~부서진 세계~ 〈PHASE-01~PHASE-13〉 (방영·DVD 발매 시기: 2006년 5월)
- 스페셜 에디션 II ~각각의 검~ 〈PHASE-14~PHASE-28〉 (방영·DVD 발매 시기: 2006년 8월)
- 스페셜 에디션 III ~운명의 업화~ 〈PHASE-29~PHASE-42〉 (방영·DVD 발매 시기: 2006년 11월)
- 스페셜 에디션 완결편 ~자유의 대가~ 〈PHASE-43~PHASE-50〉 (방영·DVD 발매 시기: 2007년 2월)